# KInfocenter
KInfoCenter (of KDE Informatiecentrum) is een hulpprogramma in KDE dat informatie weergeeft over het computersysteem. Voor KDE 3.1 was dit geïntegreerd in het Configuratiecentrum. De meeste opties werden oorspronkelijk ontworpen voor Linux, maar veel zijn nu ook geporteerd voor andere besturingssystemen. Het programma toont ook informatie over KDE zelf, zoals de beschikbaar KIO-slaves.

## Informatie
De informatie die aangeboden wordt door KInfoCenter is onderverdeeld in volgende subsecties, voorzien door verschillende KCM-plug-ins:
- Apparaten
- DMA-kanalen
- Interrupts
- IO-poorten
- Geheugen
- Netwerkinterfaces
- OpenGL
- Partities
- PCI
- PCMCIA
- Processor
- Protocollen
- Samba-status
- SCSI
- Opslagapparaten
- USB-apparaten
- X Server
- Wayland